# عظائيات كاسية
العظائيات الكاسية (الاسم العلمي:†Caseasauria) هي أصنوفة منقرضة من الزواحف تتبع  مندمجات الأقواس.

## التصنيف
- العظايا الكاسية
  - الكاسيا